# Aman Wote

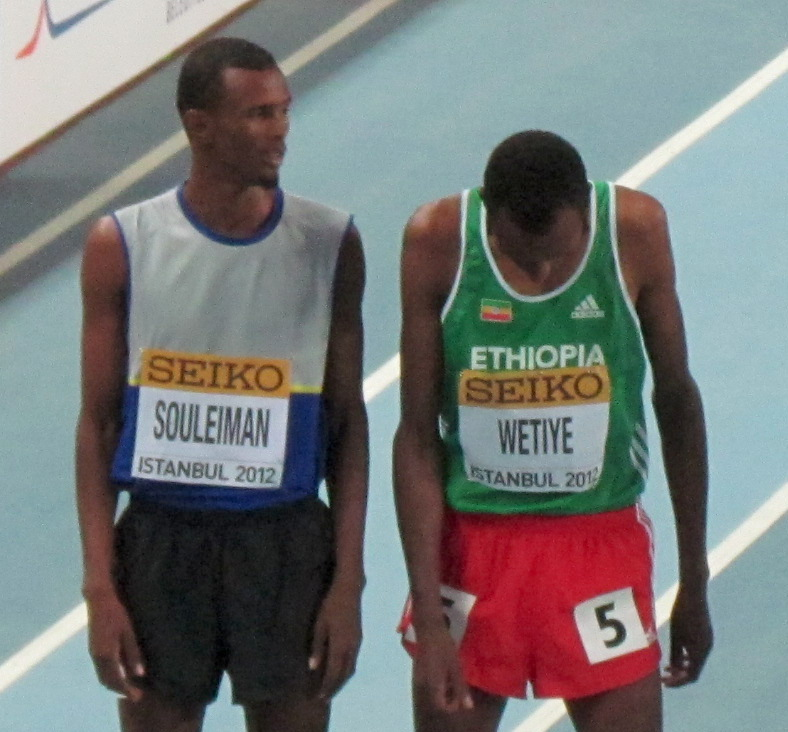
Aman Wote (rechts) bei den Hallenweltmeisterschaften 2012

Aman Wote (* 18. April 1984 in Kabet, Region Tigray) ist ein äthiopischer Mittelstreckenläufer, der sich auf die 1500-Meter-Distanz spezialisiert hat.
2010 wurde er Siebter bei den Afrikameisterschaften in Nairobi, 2011 Fünfter bei den Panafrikanischen Spielen in Maputo und 2012 Vierter bei den Hallenweltmeisterschaften in Istanbul. Bei den Olympischen Spielen 2012 in London schied er im Vorlauf aus, bei den Weltmeisterschaften 2013 in Moskau im Halbfinale.
Seinen bis dahin größten Erfolg feierte Wote bei den Hallenweltmeisterschaften 2014 im polnischen Sopot mit dem Gewinn der Silbermedaille im 1500-Meter-Lauf. Im Mai verbesserte er in Doha den äthiopischen Landesrekord auf 3:30,86 min, bevor er im Juli in Monaco mit 3:29,91 min als erster Äthiopier unter der 3:30-Minuten-Marke blieb.

## Persönliche Bestzeiten
- 800 m: 1:44,99 min, 2. Juli 2013, Tomblaine
- 1500 m: 3:29,91 min, 18. Juli 2014, Monaco
  - Halle: 3:35,31 min, 3. Februar 2013, Moskau
- 1 Meile: 3:48,60 min, 31. Mai 2014, Eugene (Oregon)